# Аль-Джерф, Наджи
Наджи аль-Джерф (араб. ناجي الجرف‎) — сирийский журналист, режиссёр и демократический активист, противник сирийского правительства и «Исламского государства». Родился около 1977 года в городе Саламия провинции Хама. Был активным участником группы «Ракку тихо режут», состоящей из активистов-подпольщиков в Ракке, освещающих нарушения прав человека группировкой «Исламское государство» в своей столице Ракка. Выпустил документальный фильм «ДАИШ в Халебе» (араб. داعش في حلب‎).
Подвергся нескольким покушениям, два из которых были предотвращены спецслужбами Турции, в ходе одного из них обезвредившими обнаруженную под днищем автомобиля журналиста бомбу. 27 декабря был смертельно ранен киллером из оружия с глушителем в центре Газиантепа в 15:20 по местному времени, перед своим отлётом во Францию, куда получил иммиграционную визу, скончался в больнице, куда был доставлен по покушении. Тем же вечером «Исламское государство» взяло на себя ответственность за его убийство и обезглавливание двух его коллег в ноябре того же года. Глава ЮНЕСКО Ирина Бокова осудила убийство. Наджи был похоронен на кладбище Ешилкент. Позже подозреваемые были задержаны.